# Klop Early Keyboard Instruments
Klop Early Keyboard Instruments (niederländisch Klop Orgel- en Klavecimbelbouw) ist ein Musikinstrumentenbauunternehmen in Garderen (Gemeinde Barneveld) in den Niederlanden. Es baut Tasteninstrumente nach historischen Vorbildern, vor allem Truhenorgeln, aber auch größere Orgeln sowie Cembali und Spinette.

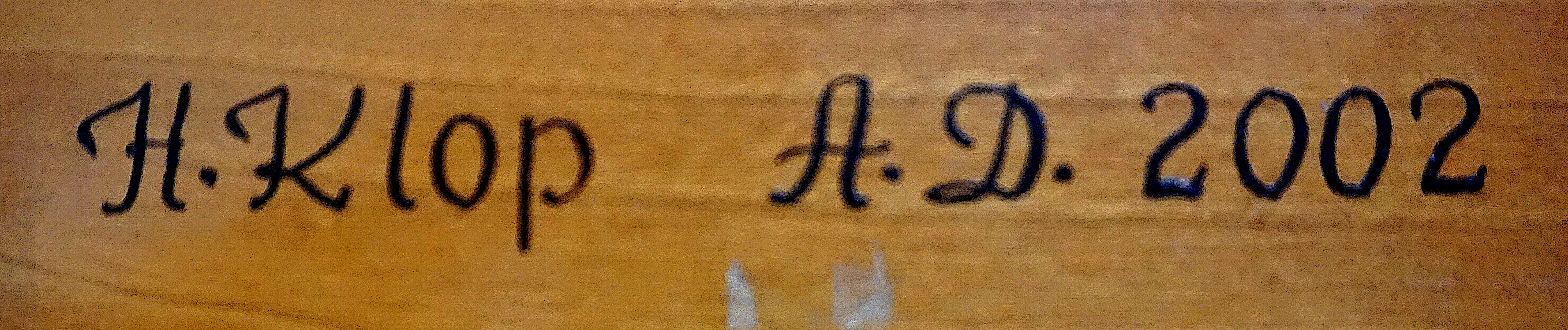
Marke von Henk Klop an einer Truhenorgel

## Geschichte
Gerrit Cornelius Klop (* 10. Januar 1935; † 5. Dezember 2018) war zunächst Chemiker. 1966 begann er mit dem Bau von Cembali nach historischen Vorbildern in seinem Wohnhaus in De Meern. 1980 verlagerte er die Werkstatt nach Garderen, wo sie bis heute besteht.
1995 übernahm der Sohn Henk Klop (* 1960 ) das Unternehmen. Dessen Sohn Niels Klop (* 1990 ) arbeitet seit 2014 mit. Das Unternehmen hat etwa 10 Mitarbeiter.

## Instrumentenbau
In der Gegenwart werden vor allem Truhenorgeln gebaut. Diese sind nach historischen Vorbildern gefertigt. Die Pfeifen sind ausschließlich aus Holz und von Hand gebaut. Die Register sind meist geteilt. Die Instrumente sind relativ leicht transportierbar. Daneben werden auch größere Orgeln sowie Cembali, Spinette und weitere Tasteninstrumente hergestellt.

## Werke (Auswahl)
Das Unternehmen Klop baute nach eigenen Angaben bisher mehr als 2000 Instrumente in den Niederlanden, aber auch für Deutschland, Belgien, Dänemark, Finnland, Schweden, Australien, die USA und weitere Länder.
| Jahr | Ort                             | Gebäude                                  | Bild | Manuale | Register    | Bemerkungen                                                               |
| ---- | ------------------------------- | ---------------------------------------- | ---- | ------- | ----------- | ------------------------------------------------------------------------- |
| 1991 | Bremen                          | Dom St. Petri                            |      | II/P    | 9           | in Ost-Krypta, nach italienischer organo di legno der Renaissance → Orgel |
| 1993 | Berkel-Enschot, Niederlande     | Sint Caeciliakerk                        |      | II/P    | 18 (15)     |                                                                           |
| 1994 | Berlin-Kreuzberg                | Jerusalemkirche                          |      | II/P    | 23 (26)     | 2009 in die Berliner Kirche Schönow-Buschgraben umgesetzt (Bild)          |
| 1994 | Olten                           | Abdankungshalle Friedhof Meisenhard      |      | II/P    | 14          | 2022 in Olten aufgestellt → Orgel                                         |
| 1995 | Winterthur                      | Konservatorium                           |      | I       | 5           | Truhenorgel → Orgel                                                       |
| 1996 | Slikkerveer                     | Maranathakerk                            |      | II/P    | 25 (22)     |                                                                           |
| 1998 | Duisburg-Marxloh                | Evangelische Kreuzeskirche               |      | II/P    | 25          | [ 2 ]                                                                     |
| 2000 | Kempraten                       | St. Franziskus                           |      | I       | Truhenorgel | → Orgel                                                                   |
| 2001 | Engers, Hessen                  | Heinrich-Haus                            |      | II/P    | 17 (16)     | [ 3 ]                                                                     |
| 2001 | Freiburg im Breisgau-Weingarten | St. Andreas                              |      | I       | 5           | → Orgel                                                                   |
| 2002 | Klingenberg am Main             | Trinitatis-Kirche                        |      | II/P    | 11          |                                                                           |
| 2002 | Adligenswil                     | St. Martin                               |      | I       | 4           | Truhenorgel → Orgel                                                       |
| 2003 | Freiburg im Breisgau            | Margarete Ruckmich Haus                  |      | II/P    | 9           | → Orgel                                                                   |
| 2005 | Halle (Saale)                   | Evangelische Hochschule für Kirchenmusik |      | II/P    | 15          | → Orgel                                                                   |
| 2005 | Hannover                        | Michaeliskirche                          |      | I/p     | 5           | geteilte Schleifen → Orgel                                                |
| 2010 | Zürich                          | Predigerkirche                           |      | I       | Truhenorgel | → Orgel                                                                   |
| 2010 | Savonlinna                      | Dom von Savonlinna                       |      | I       |             | →                                                                         |
| 2014 | Bad Salzuflen                   | Auferstehungskirche                      |      | I       | 4           | geteilte Schleifen                                                        |
| 2015 | Kiel-Kronshagen                 | Kreuzkirche                              |      | I/P     | 6 1/2       | geteilte Schleifen → Orgel                                                |
| 2016 | Dresden-Leubnitz-Neuostra       | Evangelisch-Lutherische-Kirche           |      | I       | 3           | Orgel                                                                     |
| 2016 | Oberrohrbach Leobendorf         | Filialkirche Oberrohrbach                |      | II/P    | 12          |                                                                           |
| 2016 | Seoul, Korea                    | Ewha University                          |      | II/P    | 11          |                                                                           |
| 2017 | Lich                            | Marienstiftskirche                       |      | I       | 5           | Truhenorgel                                                               |
| 2022 | Regensburg                      | St. Mang                                 |      | I       | 5           | Truhenorgel                                                               |
| 2022 | Halle (Saale)                   | Evangelische Hochschule für Kirchenmusik |      | I       | 2           | Truhenorgel → Orgel                                                       |

## Publikationen
- Gerrit C. Klop: Harpsichord Tuning: course outline. Garderen, 1974, Standardwerk zum Stimmen historischer Tasteninstrumente.